# バンコク・スカイトレインEMU-A2型電車
バンコク・スカイトレインEMU-A2型電車（バンコク・スカイトレインEMU-A2がたでんしゃ）は、2018年12月6日に営業運転を開始したバンコク・スカイトレイン（BTS）の通勤型電車である。

## 概要
4両編成（Mc1,T1,T2,Mc2）×22本 = 88両
本形式は、後にMRTブルーライン（チャルーム・ラチャモンコン線）との直通運転を可能とするために、MRTのBLE型電車と基本設計が共通である。

### 車体
本来塗装が不要なステンレス鋼製であるが、全塗装されている。塗色にはタイ国旗を彷彿とさせる白・赤・青が使われている

### 運用
導入当初はBTSスクムウィット線（ライトグリーンライン）サムロン - ケーハ間限定運用とされていた。2022年現在ではBTS各線全区間で運行されている。